# Богданівка-Кам'янка
Богда́нівка-Ка́м'янка — пасажирський залізничний зупинний пункт Тернопільської дирекція Львівської залізниці розташований на двоколійній, електрифікованій змінним струмом лінії Підволочиськ — Тернопіль.
Розташований у селі Богданівка Підволочиського району Тернопільської області між станціями Підволочиськ (10 км) та Максимівка-Тернопільська (11,5).
На зупинному пункті зупиняються приміські поїзди.

## Історія
Залізнична станція була заснована у 19 столітті, коли територія належала Австро-Угорській імперії, на маршруті Галицької залізниці Карла Людвіга, між станціями Максимівка та Підволочиськ. У Другій Речі Посполитій носила сучасну назву. Після розпаду Радянського Союзу була перетворена на зупинку.